# Electro-Motive Diesel
Electro-Motive Diesel, Inc. (також EMD) — підрозділ корпорації Caterpillar із виробництва тепловозів та електровозів (Progress Rail Services Corporation).

## Опис
Належить до Caterpillar через її дочірню компанію Progress Rail Services Corporation . Напрямами діяльності компанії є проєктування, виробництво і продаж тепло- та електровозів і відповідних двигунів під брендом Electro-Motive Diesel  . Спектр товарів над ринком локомотивів, запропонований цією компанією, оцінюється як широкий  .
Electro-Motive Diesel, Inc веде свою історію від Electro-Motive Engineering Corporation, заснованої 1922 року. У 1930 році General Motors Corporation придбала Winton Engine Co та головного споживача його продукції, Electro-Motive Company (виробника дизель-електричних самохідних вагонів), об'єднавши дві ці компанії та сформувавши з них GM's Electro-Motive Division (EMD) 1 січня 1941 року.
У 2005 році GM продала EMD Greenbriar Group LLC Equity та Berkshire Partners LLC, які створили Electro-Motive Diesel, Inc, щоб полегшити купівлю. 2 серпня 2010 року Progress Rail Services Corporation придбала Electro-Motive Diesel, Inc у Greenbriar, унаслідок чого Electro-Motive Diesel, Inc стала її дочірньою компанією.
Штаб-квартири, інженерні споруди EMD та виробництво запчастин фізично розташовані у Маккуці (штат Іллінойс). Підприємства з остаточного складання продукції EMD були розташовані в Лондоні (Онтаріо, Канада), до закриття заводу у лютому 2012 року; новий завод зі складання відкрито наприкінці 2011 року в Мансі (Індіана). EMD виконує обслуговування тягових двигунів, відновлення та капітальний ремонт своїх локомотивів у Сан-Луїс-Потосі (Мексика).
Станом на 2008 рік, в EMD працювало близько 3260 людей  . У 2010 році частка EMD на ринку тепло- та електровозів у Північній Америці становила близько 30%  .

## Продукція

### Тепловози
- EMD E7 (1945—1949)
- EMD DDA40X
- EMD F
- EMD SD40-2

### Електровози
- AEM7 — з 1979 р.